# Philosophisch-Theologische Hochschule Brixen

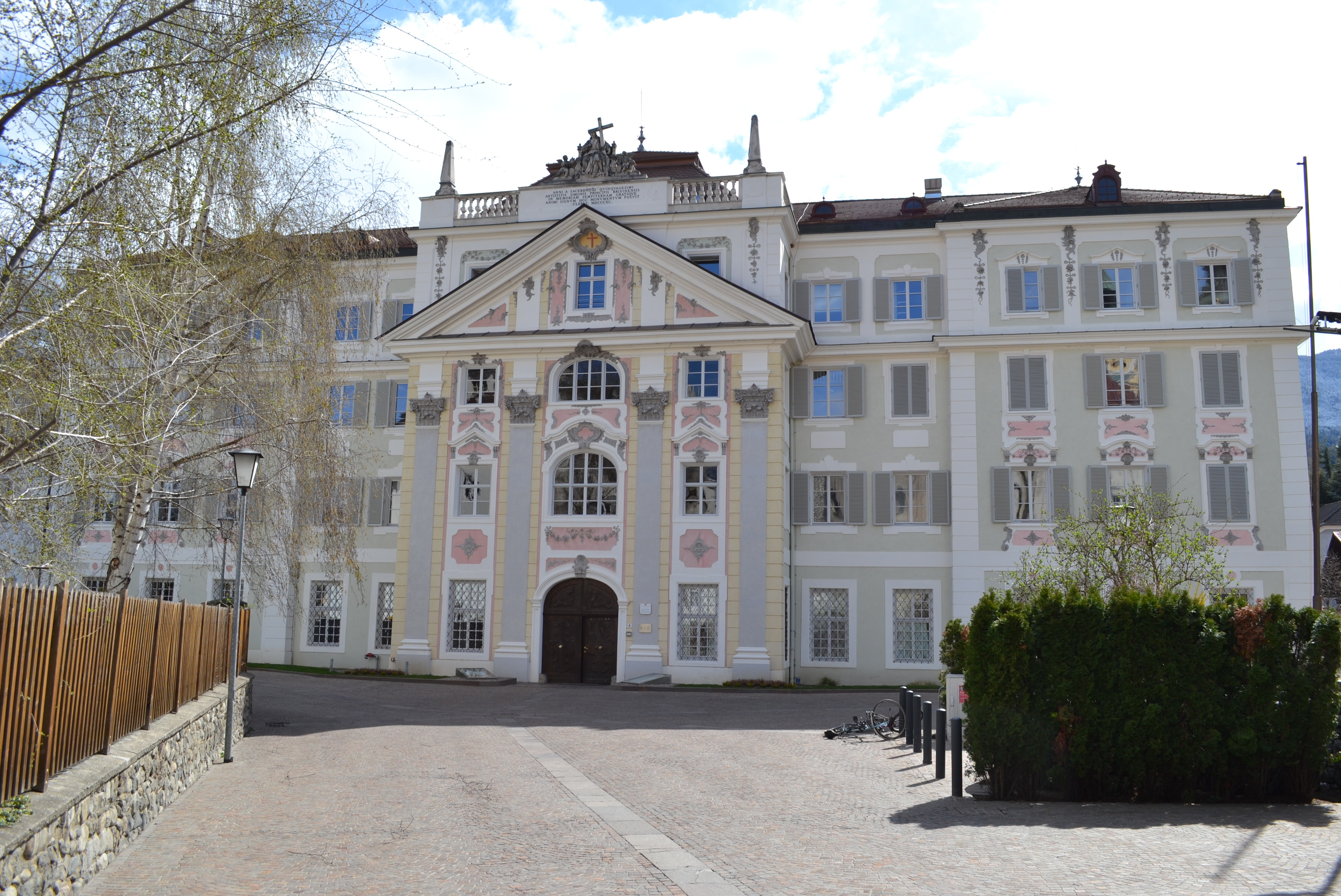
Philosophisch-Theologische Hochschule Brixen

Die Philosophisch-Theologische Hochschule Brixen (lat.: Studium Theologicum Academicum Brixinense, ital.: Studio Teologico Accademico Bressanone) ist eine römisch-katholische Hochschule in Brixen in Südtirol.

## Geschichte und Bedeutung
Die Gründung der Hochschule geht auf einen Beschluss des Konzils von Trient zurück. Am 19. November 1607 wurde die Institution als Priesterseminar Brixen begründet. Die Philosophisch-Theologische Hochschule Brixen ist die akademische Ausbildungsstätte der Diözese Bozen-Brixen für Priester und Diakone, für Pastoralassistentinnen und Pastoralassistenten, für Religionslehrerinnen und Religionslehrer und andere pastorale Berufe. Als älteste wissenschaftliche Einrichtung in Südtirol gehört sie neben der Freien Universität Bozen, der Eurac und dem Universitären Ausbildungszentrum für Gesundheitsberufe Claudiana auch heute noch zu den wichtigsten akademischen Institutionen des Landes.

## Studienrichtungen und -angebote
Das Diplomstudium in Katholischer Fachtheologie führt in zehn Semestern zum akademischen Grad des Bakkalaureats päpstlichen Rechts und nach Inskription an der Universität Innsbruck zum Magister der Theologie österreichischen Rechts.
Das Studium in Katholischer Religionspädagogik führt in zehn Semestern zum akademischen Grad des Bakkalaureats päpstlichen Rechts und nach Inskription in Innsbruck zum Bachelor bzw. Master of Arts – Spezialisierung in Katholischer Religionspädagogik. Das Studium der Religionspädagogik ist nach den Vorgaben der Bologna-Deklaration strukturiert. Der Studienplan entspricht den von der italienischen Bischofskonferenz erlassenen Vorgaben für die Höheren Institute für Theologische Bildung (Istituto Superiore di Scienze Religiose). Das Lehramtsstudium wird in italienischer Sprache am Istituto di Scienze Religiose in Bozen durchgeführt. Das Studium der Katholischen Religionspädagogik wird auch als berufsbegleitendes Studium angeboten.
In Zusammenarbeit mit der Universität Innsbruck wird ein vierjähriges Bachelor-Studium Philosophie angeboten.
Die Hochschule bietet nach dem Vorbild der Theologischen Kurse auch die Brixner Theologischen Kurse an, die sich an theologisch Interessierte und Suchende inner- wie außerhalb der katholischen Kirche richten.
Daneben besteht an der Hochschule das interreligiöse und ökumenische Institut De Pace Fidei für Frieden, Gerechtigkeit und Bewahrung der Schöpfung (gegründet 1994; neu konstituiert 2010).

## Brixner Theologisches Jahrbuch
In der Nachfolge von Brixner Theologisches Forum/Forum Teologico Bressanone (= Konferenzblatt 1889–2009) erscheint seit 2010 im Auftrag des Professorenkollegiums der Philosophisch-Theologischen Hochschule Brixen das Brixner Theologisches Jahrbuch.

## Dekane
- 1979–1982 Arnold Stiglmair
- 1982–1985 Wilhelm Egger
- 1985–1991 Johannes Messner
- 1991–1995 Karl Golser
- 1995–1997 Florian Pitschl
- 1997–2001 Alois Gurndin
- 2001–2005 Karl Golser
- 2005–2007 Hansjörg Rigger
- 2008–2011 Arnold Stiglmair
- 2011–2015 Paolo Renner
- 2015–2019 Ulrich Fistill
- 2019–2024 Alexander Notdurfter[6]
- seit 2024 Martin M. Lintner[7].

## Persönlichkeiten
- Joseph Anton Hofer (1742–1820), Theologe, Professor des Kirchenrechts
- Joseph Ambrosius Stapf (1785–1844), Theologe, Professor der Moral und Erziehungskunde
- Joseph Vincenz Hofmann (1800–1863), Theologe, Professor für Hermeneutik des neuen Bundes und der griechischen Sprache, später Professor der Moral und Erziehungskunde
- Alois Flir (1805–1859), Theologe, Schriftsteller, Politiker, Professor an der Universität Innsbruck
- Alois Meßmer (1822–1857), Schriftsteller und Theologe, studierte in Brixen, war von 1848 bis 1856 Professor des Neuen Testaments
- Simon Aichner (1816–1910), Fürstbischof von Brixen
- Josef Freinademetz (1852–1908), Missionar und Heiliger, studierte an der Hochschule Brixen
- Sigismund Waitz (1864–1941), Theologieprofessor in Brixen, Journalist, Landtagsabgeordneter, Weihbischof in Brixen, Apostolischer Administrator von Innsbruck-Feldkirch und Erzbischof von Salzburg
- Cassian Spiß OSB (1866–1905), Missionsbenediktiner, ersten Apostolischer Vikar von Süd-Sansibar und Titularbischof von Ostracine; in den Wirren des Maji-Maji-Aufstandes getötet, studierte Theologie am Priesterseminar in Brixen
- Johannes Messner (1891–1984), Theologe, Rechtswissenschaftler, Politiker, studierte Theologie an der Hochschule Brixen
- Josef Zotz (1902–1941), Priester und Widerstandskämpfer gegen das NS-Regime, Absolvent der Hochschule (1926)
- Franz Reinisch (1903–1942), Theologe, einziger Priester, der den Fahneneid auf Hitler verweigerte, und hingerichtet wurde
- Josef Prader (1915–2006), Theologe und Experte für kirchliches Recht, Student in Brixen, Professor am päpstlichen orientalischen Institut („Pontificio Instituto Orientale“) in Rom
- Karl Schmidhofer (1915–2007), Theologe, Kanoniker,  Domdekan, Professor an der Hochschule Brixen
- Joseph Gargitter (1917–1991), von 1950 bis zu seiner Ernennung zum Bischof von Brixen (1952) Professor an der Hochschule
- Josef Michaeler (1927–2007), Theologe, em. Professor für Kirchenrecht an der Hochschule Brixen
- Herbert Paulmichl (* 1935), Komponist und Organist, studierte Theologie an der Hochschule Brixen
- Josef Gelmi (* 1937), Theologe, em. Professor für Kirchengeschichte an der Hochschule Brixen
- Wilhelm Egger (1940–2008), Professor für Neues Testament an der Hochschule Brixen bis zu seiner Ernennung zum Bischof von Bozen-Brixen
- Luis Lintner (1940–2002), Brasilienmissionar, am 16. Mai 2002 in Salvador da Bahia ermordet, studierte von 1964 bis 1966 an der Hochschule Brixen
- Karl Golser (1943–2016), Professor und Leiter der Einrichtung bis zu seiner Ernennung zum Bischof von Bozen-Brixen
- Karl Gruber (1943–2022), Theologe, Kunstgeschichtler, Professor für Christliche Kunst und Denkmalpflege
- Ivo Muser (* 1962), Regens von 1996 bis 2010, Professor für Dogmatik von 2002 bis 2012 und Domdekan von 2005 bis zu seiner Ernennung zum Bischof von Bozen-Brixen
- Michele Tomasi (* 1965), Regens von 2012 bis 2016 und Dozent für Christliche Gesellschaftslehre von 2000 bis zu seiner Ernennung zum Bischof von Treviso (2019)
- Jörg Ernesti (* 1966), Theologe, Professor an der Universität Augsburg und Dozent für Kirchengeschichte an der Hochschule Brixen
- Martin M. Lintner (* 1972), Theologe, Professor für Moraltheologie und Spirituelle Theologie an der Hochschule Brixen
- Christoph J. Amor (* 1979), Theologe, Professor für Dogmatik und Direktor der Theologischen Kurse an der Hochschule Brixen